# Soldadura per punts

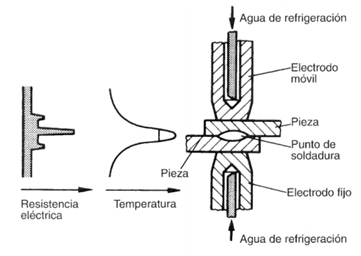
Parts de la soldadura per punts

La soldadura per punts és un mètode de soldadura per resistència, útil en làmines metàl·liques, aplicable normalment entre 0,5 i 3 mm de gruix, que s'aconsegueix mitjançant l'escalfament d'una petita zona en fer-hi circular un corrent elèctric.

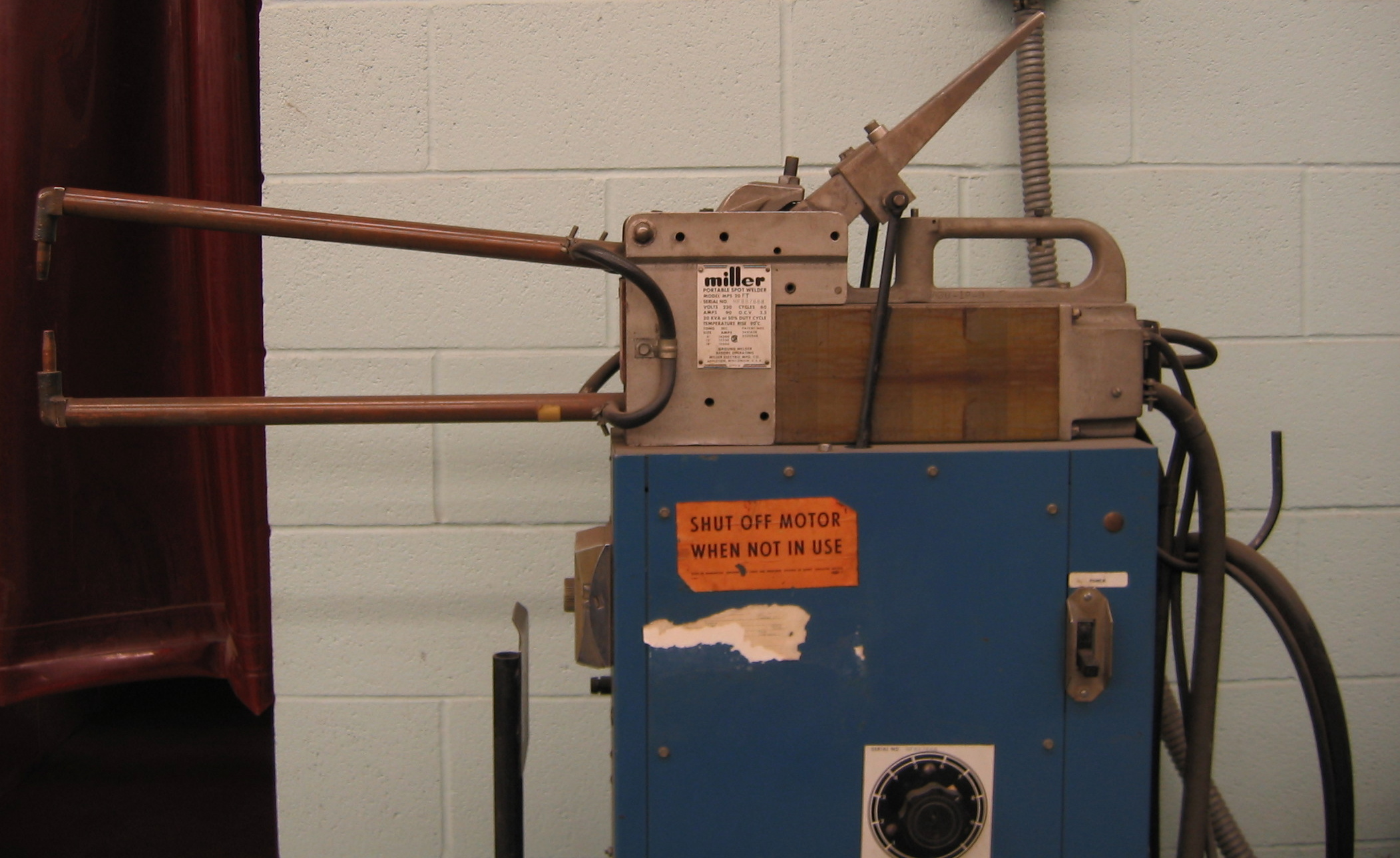
Màquina de soldadura per punts.

La soldadura per resistència és aplicable a gairebé tots els metalls, excepte l'estany, zinc i plom. En els processos de soldadura per resistència s'inclouen, a més de la soldadura per punts, els de soldadura per ressalts, soldadura per costura i soldadura al màxim. El principi del funcionament d'aquest procés consisteix a fer passar un corrent elèctric de gran intensitat a través dels metalls que s'uneixen. Com en la unió dels mateixos la resistència és més gran que a la resta dels seus cossos, es generarà l'augment de temperatura a la juntura (efecte Joule). Aprofitant aquesta energia i amb una mica de pressió s'aconsegueix la unió. L'alimentació elèctrica passa per un transformador en el qual es redueix la tensió i s'eleva considerablement la intensitat, per així augmentar la temperatura. En la soldadura per punts el corrent elèctric passa per dos elèctrodes amb punta, degut a la resistència elèctrica que genera el material a unir s'aconsegueix l'escalfament i, amb l'aplicació de pressió sobre les peces, es genera un punt de soldadura. Les màquines soldadores de punts poden ser fixes o mòbils o bé estar acoblades a un robot o braç mecànic.
La soldadura per punts és la més difícil i complicada dels procediments de soldadura per resistència. Els materials base s'han de disposar superposats entre elèctrodes, que s'encarreguen d'aplicar seqüencialment la pressió i el corrent corresponent al cicle, produint un o diversos punts de soldadura.
La següent figura representa, de forma esquemàtica, la realització d'un punt de soldadura per resistència elèctrica. Per a això, els materials base disposen de bufats entre sengles elèctrodes, que tenen la missió d'aplicar seqüencialment la pressió i el corrent corresponent al cicle, produint-se un punt de soldadura de forma lenticular.
El punt de soldadura es localitza sota els elèctrodes i en la superfície de contacte dels dos materials, per ser la zona de major resistència elèctrica i, per tant, la zona on es genera més calor.

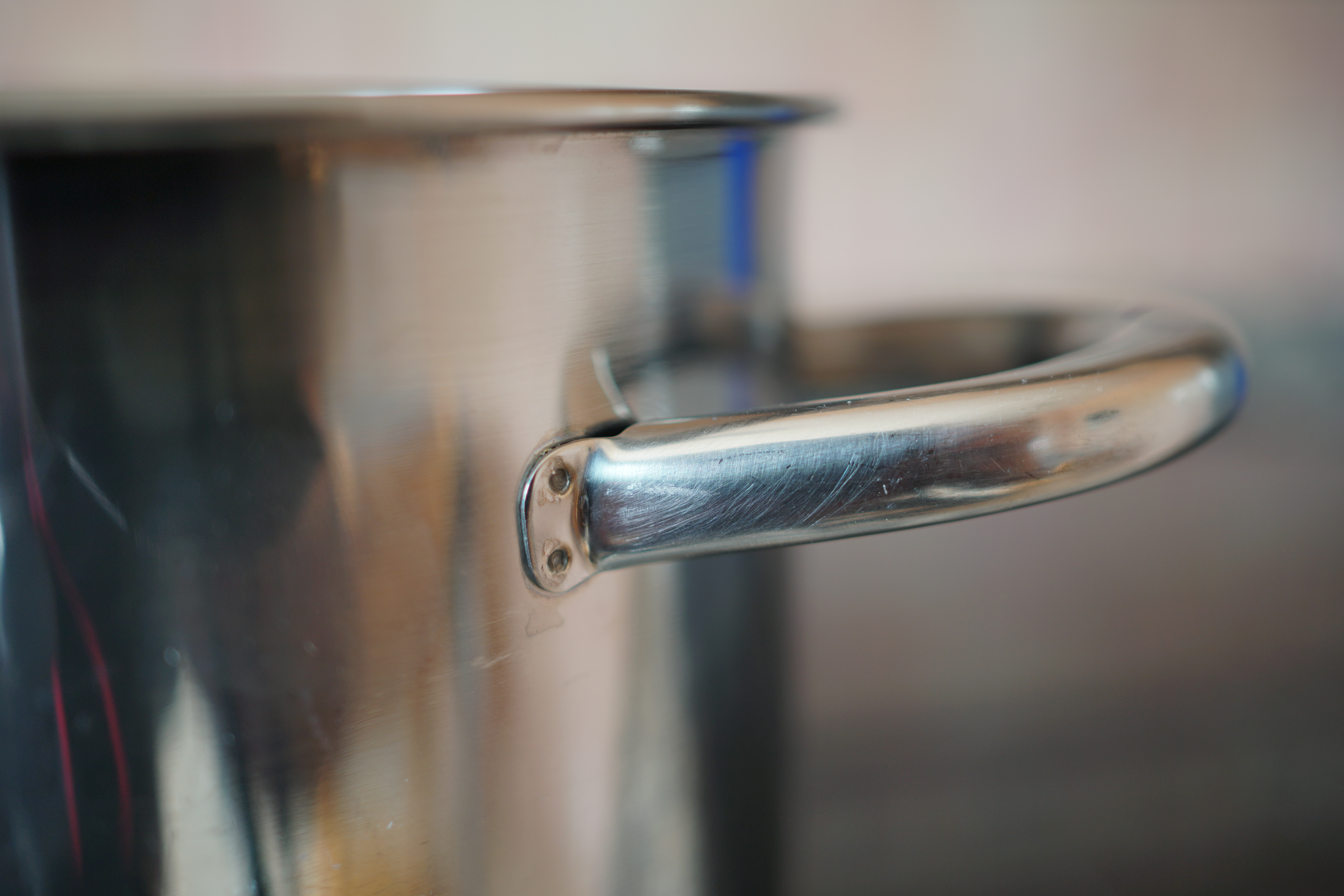
Ansa d'olla soldada per punts

## Característiques del procés
És un tipus de soldadura que es cataloga per soldadura sense fusió del metall base a soldar. Es considera un procés en el qual els elèctrodes utilitzats no són consumibles, a més no es necessita material d'aportació perquè es produeixi la unió entre les dues peces. Es un tipus de soldadura ràpida, neta i forta.

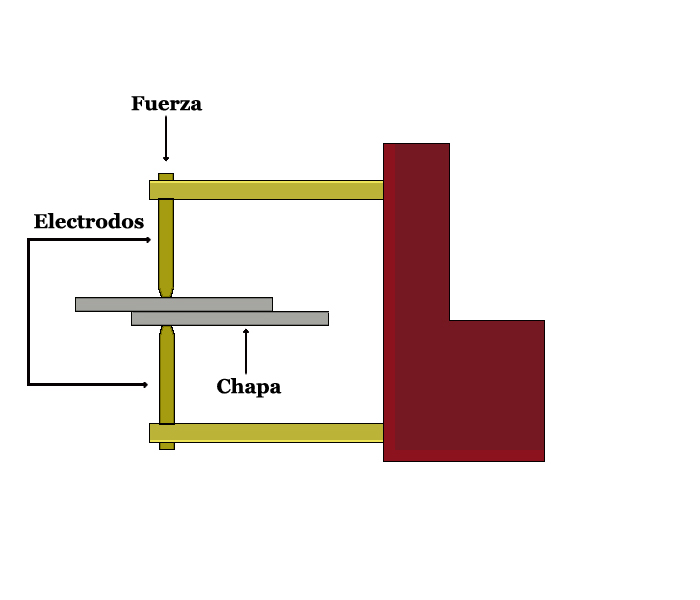
Esquema soldadura per punts

El material utilitzat dels elèctrodes és un aliatge de coure amb cadmi, crom, beril·li, W a fi que presenti una baixa resistència i una elevada oposició a la deformació sota una pressió, la duresa d'aquests elèctrodes estan compreses entre 130 i 160 HB.
Aquest tipus de soldadura necessita un transformador, on la bobina secundària subministra un voltatge als elèctrodes d'1 V a 10 V i un gran corrent, pel fet que generalment la resistència de les peces a soldar és molt baixa, per aquest motiu el corrent que ha de passar per la zona a soldar ha de ser de l'ordre dels 500 amperes.
La soldadura per punts, com també s'esdevé en la resta dels procediments de soldadura per resistència elèctrica, es realitza amb un alt grau d'automatització, particularment pel que fa a l'aplicació seqüencial de la pressió i del corrent.
Té les seves principals aplicacions en la fabricació de carrosseries d'automòbils, electrodomèstics, i mobles metàl·lics. El procediment és adequat per soldar components d'acer al carboni, acer inoxidable, alumini i coure.

## Tipus de soldadura per punts

### Soldadura unilateral

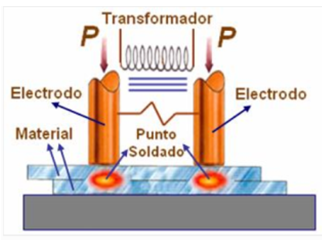
Soldadura unilateral

S'empra en els casos quan no és possible aplicar els elèctrodes pels dos costats. Els elèctrodes per a la soldadura per punts han de tenir una alta conductivitat elèctrica i tèrmica, així com conservar la duresa necessària fins a 400 °C. Els elèctrodes es fan de coure electrolític laminat en fred o de bronze al cadmi.

### Soldadura bilateral
En la soldadura bilateral, les peces es col·loquen encavalcades i se subjecten, pels elèctrodes metàl·lics de la màquina de soldar per punts, aplicant un esforç P. Els elèctrodes es connecten a l'enrotllament secundari del transformador de soldadura. En connectar el corrent, s'efectua l'escalfament local, i la calor que es desprèn fon la capa superficial del metall a la zona central que és la més escalfada, i estova les capes adjacents fins al seu estat plàstic. Desconnectada del corrent i traient l'esforç, en el lloc de contacte, es forma el punt soldat, aquesta soldadura presenta un nucli de metall fos en forma de llentia.

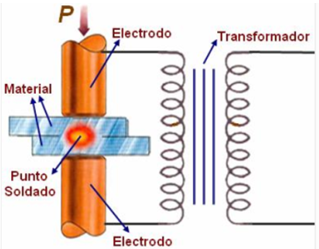
Soldadura per punts bilateral

Una varietat de la soldadura per punts és la soldadura amb sortints. En aquest cas, s'estampen els sortints en qualsevol costat de la peça a soldar. Les peces es col·loquen a paquets comuns a lloses de coure connectades a l'enrotllament secundari del transformador. En connectar el corrent els sortints s'escalfen. Després, es desconnecta el corrent i s'efectua una compressió.

## Procés de soldadura
El principi de funcionament d'aquest procés consisteix a fer passar un corrent elèctric de gran intensitat a través dels metalls que s'uneixen. Com que en la unió dels mateixos la resistència és més gran que a la resta dels seus cossos, es genera l'augment de la temperatura a juntura, Efecte Joule (Q = I ^ 2 R t).
On:
| - Q = Quantitat de calor generat (J) - I = Intensitat del corrent de soldadura (A) - R = Resistència elèctrica de la unió a soldar (Ω) - t = Temps durant el qual circula el corrent (s) |

Aprofitant aquesta energia, i amb una determinada pressió, s'aconsegueix la unió. Només s'obtenen soldadures uniformes si les xapes a soldar estan netes, ja que els òxids superficials són causa de variacions en la grandària i resistència dels punts de soldadura. Això és especialment cert en l'alumini. La presència d'òxids o brutícia pot augmentar deu vegades o més la resistència total entre els punts dels elèctrodes. La soldadura per resistència és aplicable a gairebé tots els metalls, excepte, zinc i plom. Juntament amb la soldadura MIG-MAG són els dos processos de soldadura en els quals hi ha un major nivell d'automatització robotitzada.

### Paràmetres de soldadura
Per a aquest tipus de soldadures s'han de tenir en compte diversos paràmetres regulables:
1. Intensitat-temps de soldadura
2. Resistència elèctrica de la unió
3. Pressió d'estrènyer
4. Geometria dels elèctrodes
La intensitat és el factor més influent en l'escalfament final. Per a una soldadura ràpida es necessita més intensitat i menys temps i viceversa. El paràmetre corresponent a la resistència elèctrica de la unió és un paràmetre a tenir en compte, ja que influeix directament en la quantitat de calor generada en la soldadura. A major conductivitat elèctrica menor resistència al pas del corrent (augment de la intensitat). Els factors que influeixen en la resistència elèctrica són:
| - La temperatura, l'augment provoca una disminució de la resistència. - La força aplicada als elèctrodes, que a l'augmentar la pressió a les peces a unir, provoca la disminució de les resistències de contacte. - L'estat superficial de les superfícies a unir, la seva neteja i l'eliminació de rugositats ocasionen menors resistències de contacte. - L'estat de conservació dels elèctrodes, el desgast i deteriorament provoca l'augment de les resistències de contacte amb les peces a unir. - La pressió d'estrènyer, també es considera un paràmetre molt important a tenir en compte. |

A l'inici de la soldadura la pressió ha de ser baixa, amb una resistència de contacte elevada i escalfament inicial amb intensitat moderada. Aquesta pressió ha de ser suficient perquè les xapes a unir tinguin un contacte adequat i s'acoblin entre si. Iniciada la fusió del punt de la resistència de contacte és la zona delimitada pels elèctrodes, la pressió ha de ser alta per poder expulsar els gasos inclosos i portar la forja del punt. Les pressions excessivament baixes són conseqüència d'una forja deficient a més d'altes resistències de contacte produint esquitxades, projeccions, cràters i pagadors. Per contra, una pressió excessivament alta pot produir una expulsió del metall fos i una disminució de la resistència, a més d'això també pot produir, una baixa resistència de contacte, empremtes profundes en la xapa, partícules de material de l'elèctrode despreses i una deformació plàstica dels elèctrodes.

## Equip necessari

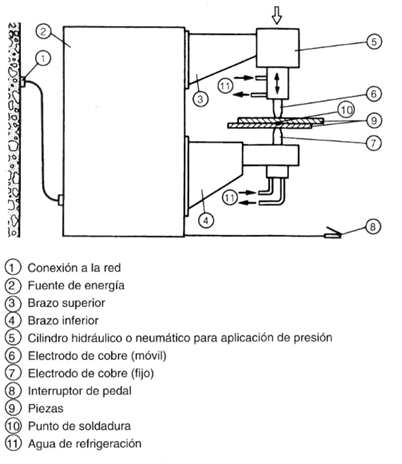
Equip necessari de la soldadura per punts

Els elements que componen una màquina de soldadura per punts són els següents:
- Sistema de posada sota pressió de les peces a unir.
- Transformador elèctric generador de gran intensitat; el qual ha de tenir un voltatge precís per la baixa resistència de les peces.
- Sistema d'aturada o temporitzador.
- Elèctrodes, els quals varien d'acord amb la seva funció.

## Elèctrodes[5]
Els elèctrodes utilitzats en soldadura per punts poden variar en gran manera depenent de l'aplicació que se realitzen, cada tipus d'elèctrode té una funció diferent.
- Elèctrodes amb punta de semiesfera, s'utilitzen per a aplicacions d'alta temperatura.
- Elèctrodes amb una punta truncada, s'utilitzen per a processos amb altes pressions.
- Elèctrodes excèntrics, s'utilitzen per soldar cantonades, o per arribar a racons i espais petits.
- Elèctrodes d'interiors, estan pensats per accedir a l'interior de la peça a soldar.

Els elèctrodes solen estar fets de coure, cadmi, crom, beril·li i wolframi, per presentar una baixa resistència i una elevada oposició a la deformació.

## Fases de les soldadures per punts
1. Col·locació de les xapes a soldar entre les dues pinces de subjecció.
2. Baixada dels elèctrodes, que correspon al temps que transcorre des de l'operació d'acostament dels elèctrodes fins que comença el pas del corrent elèctric.
3. Temps de soldadura, que consisteix en el temps durant el qual està passant el corrent elèctric.
4. Temps de forja, és el temps transcorregut entre el tall del corrent i l'aixecament dels elèctrodes.
5. Temps de refredament, consisteix en la desaparició de la pressió a més dels elèctrodes.

Tot aquest procés li pot sonar pausat, però la tecnologia actual ens permet tenir un temps de procés per a aquesta soldadura d'entre 0,01-0,63 segons, segons el gruix del metall i la força dels elèctrodes.

### Efectes en els materials
El procés de soldadura per punts tendeix a endurir el material, fer que es deformi, reduir la resistència a la fatiga del material, i pot estirar el material. Els efectes físics de la soldadura per punts poden crear fissures internes i esquerdes a la superfície. Les propietats químiques afectades són la resistència interna del metall i les seves propietats corrosives.

### Metalls soldables
La soldabilitat dels metalls i aliatges depèn de la seva resistència elèctrica. D'acord amb aquest criteri, els diversos materials poden agrupar-se en dos tipus:
- D'elevada resistència elèctrica i baixa conductivitat tèrmica, com els acers, que se solden amb intensitats relativament petites i temps de pas llargs.
- De baixa resistivitat elèctrica i elevada conductivitat tèrmica, com ara l'alumini i els seus aliatges i els aliatges de coure que se solden amb altes intensitats i temps molt curts.

Els acers suaus se solden fàcilment, igual que els de baix contingut en elements especials. Els acers de tremp són soldables, però precisen un recuit després de soldar causa que pel ràpid refredament la soldadura es torna fràgil. Aquest recuit es realitza automàticament en algunes màquines de soldar.
Els acers inoxidables al crom-níquel se solden molt bé amb un corrent moderat, forta pressió i un temps de soldadura curt i precís. El níquel i els seus aliatges se solden fàcilment amb una intensitat molt elevada.
L'alumini, el magnesi i els seus aliatges poden soldar a condició que es faci servir un corrent molt intens durant un temps molt curt i es controli rigorosament la quantitat d'energia subministrada.
El llautó se solda més fàcilment que l'alumini aplicant un corrent elevat durant un temps curt. El zinc i els seus aliatges són delicades de soldar per la seva baixa temperatura de fusió. El coure és impossible de soldar amb coure. En millor dels casos, la soldadura és molt dolenta. Els aliatges vermells i els bronzes llumins se solden millor.
Els metalls i els aliatges de diferent naturalesa són soldables per punts si formen un aliatge i les seves temperatures de fusió no són molt diferents.

## Màquines per soldar per punts
Les màquines de soldadura per punts es fabriquen amb trasllat de l'elèctrode superior en línia corba o recta. Les màquines de donar per punts poden ser semiautomàtiques i automàtiques. A més es poden dividir en estacionàries i portàtils. Hi ha màquines que solden simultàniament fins a 50 punts sense canviar la posició de peça. Aquestes màquines (multipunt) solden més de 10 000 punts per hora, en canvi, la productivitat per hora d'instal·lació de mico punt no supera els 2 000 punts.
La pressió sobre els elèctrodes s'efectua per un mecanisme especial, el qual pot ser de pedal, hidràulic i pneumàtic. La magnitud de la pressió sobre els elèctrodes depèn de la composició química del material i del seu gruix i és de 2 a 15 kg / mm 2.
És recomanable que la distància entre els punts no sigui menor de dos diàmetres de l'elèctrode. La connexió i desconnexió del corrent es realitzen per interruptors de diferent construcció. Els interruptors funcionen sincronitzats amb el mecanisme de pressió dels elèctrodes, assegurant el temps necessari per mantenir la peça a soldar sota l'acció del corrent. Els interruptors poden ser mecànics; d'inducció, electrònics, etc.

## Soldadura per punts mitjançant robot

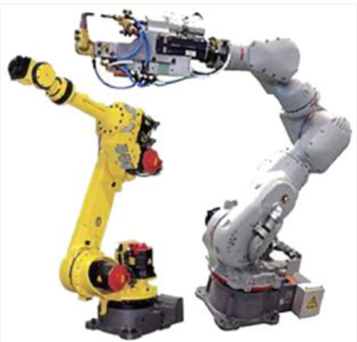
Robot que efectua soldadura per punts

En l'actualitat, per realitzar aquest tipus de soldadura, s'utilitzen robots que són capaços de soldar en condicions de gran dificultat de forma eficient i precisa, a més de minimitzar temps i despeses, assolint-se una òptima qualitat. La indústria automobilística demana una gran quantitat de robots que realitzen aquest tipus de soldadura per aconseguir alts volums de producció.
Estem davant braços robots manejats mitjançant ordinador, a la punta del braç se'ls afegeix un sistema de soldadura per punts, o qualsevol altre que vulguem utilitzar, depenent del nostre producte a soldar. Aquests braços ofereixen màxima precisió i alta velocitat, així com la possibilitat d'instal·lar-los en una línia de muntatge amb una funció programada.

## Avantatges
- Unió electromecànica fiable i forta
- Molt poc temps per realitzar la soldadura.
- Els elèctrodes no són consumibles, i no consideren més materials d'aportació, de manera que els seus costos serà molt baixos.
- És un procés net, no necessita utilitzar cap tipus de gas
- No genera gasos tòxics ni material de rebuig (com per exemple escòria).
- Gran precisió.
- Els diferents punts de soldadura tenen una gran uniformitat entre ells.
- Evita canvis en l'estructura del material soldat

## Aplicacions

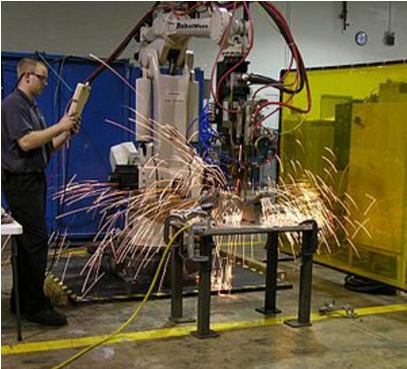
Robot soldant per punts

S'utilitza per a qualsevol mena de xapa, però la més important es troba en la producció massiva d'automòbils. La soldadura per punts també s'utilitza en la ciència de l'ortodòncia, on l'equip utilitzat és un soldador per punts però petita escala, ja que canvia la mida de metall. Una altra aplicació és la unió per corretges en la soldadura de piles o la soldadura de d'anses i mànecs en olles i paelles
S'aplica en indústries com:
- Automotriu i Aviació: Utilitzant per a la fabricació en l'acoblament de les peces de la carrosseria.
- Construcció de vagons: Igualment en acoblament i reparació.
- Manufactura màquines i aparells.
- Processament de xapes de grans dimensions en diferents indústries.
- Metall format.
- Soldadura de piles[6]
- I fins i tot la seva precisió li permet entrar en processos a detall no industrials, com l'ortodòncia[7]